# 에마 코린
에마 코린(영어: Emma Corrin, 1995년 12월 13일 ~ )은 잉글랜드의 배우이다. 넷플릭스 드라마 《더 크라운》의 다이애나 왕세자빈 역을 통해 이름을 알렸다. 이 역으로 제78회 골든 글로브상 시상식(2021)에서 극 드라마 부문 여우주연상을 수상했다.

## 출연 작품

### 영화
- 미스비헤이비어 (2020) - 질리언 제섭 (미스 남아공) 역
- 나의 경찰관 (2022) - 메리언 테일러 역
- 채털리 부인의 연인 (2022) - 채털리 부인 역
- 데드풀과 울버린 (2024) - 카산드라 노바 역
- 노스페라투 (2024) - 애나 하딩 역

### 텔레비전
- 그랜트체스터 (2019)
- 페니워스 (2019)
- 더 크라운 (2020-) - 웨일스 공작부인 다이애나 역